# Уренгой-Челябінськ – Ханти-Мансійськ
Уренгой-Челябінськ – Ханти-Мансійськ – газопровід у Тюменській області Росії. 
Ще наприкінці 1970-х через південну частину Тюменської області пройшов газопровід Уренгой – Челябінськ, що створило передумови для газифікації оточуючих районів. Зокрема, в 1998-му подали блакитне паливо до міст Ханти-Мансійськ, для чого проклали трубопровід довжиною біля двох сотень кілометрів та діаметром 426 мм, який працює із робочим тиском у 7,4 МПа. Він починається на трасі системи Уренгой – Челябінськ в районі компресорної станції Дем’янська та прямує по правобережжю Іртиша. 
З 2015-го до газопроводу надходить ресурс товарного газу, що пройшов підготовку на Південно-Приобському газопереробному заводі.